# Четтьяр
Храм Шри Тхендайютхапани, более известный как Храм Четтьяр, — один из важнейших памятников индуизма в Сингапуре. Он был построен в 1859 году общиной индийских «четтьяров» (ростовщиков).
Храм играет важную роль в жизни приверженцев шиваизма в Сингапуре. Здесь заканчивается путь процессии, начинающейся у храма Шри Шриниваса Перумал во время ежегодного празднества Тайпусам.
Современное здание храма, посвящённое богу Шиве, было построено в 1984 году на месте старой постройки 1859 года. Внутренний интерьер храма примечателен 48 стеклянными панелями с выгравированными на них изображениями божеств, изготовленными в числе прочих деталей декора ремесленниками из Южной Индии. Помещение храма состоит из «мандапам» и «антарала», через которые проходит верующий при совершении обрядов. «Антарала» ведёт к «гарббагрбу», куда может входить лишь священник.
Вход в храм венчает пятиярусный гопурам. Главное храмовое божество — Муруган, показанный в шести своих священных обителях.